# Vanalabia
Vanalabia is een geslacht van uitgestorven kreeftachtigen uit de klasse van de Ostracoda (mosselkreeftjes).

## Soorten
- Vanalabia perdita (Kruta & Siveter, 1998) †
- Vanalabia vera (Schallreuter, 2001) †